# 阿奇博爾德·希爾
阿奇博爾德·維維安·希爾，CH，OBE，FRS（英語：Archibald Vivian Hill，1886年9月26日—1977年6月3日），英國生理學家，也是生物物理學與運籌學中分支學門的建立者之一。1923年與奧圖·梅爾霍夫因闡明肌肉的做机械功和生热过程，而共同獲得1922年度的諾貝爾生理學或醫學獎。